# Лисицын, Борис Андреевич
Борис Андреевич Лисицын (20 мая 1907, Санкт-Петербург — 16 октября 1973) — инженер, конструктор систем приборов управления артиллерийской и торпедной стрельбой, заместитель главного конструктора МНИИ-1 Министерства среднего приборостроения СССР, лауреат Сталинской премии (1950).

## Биография

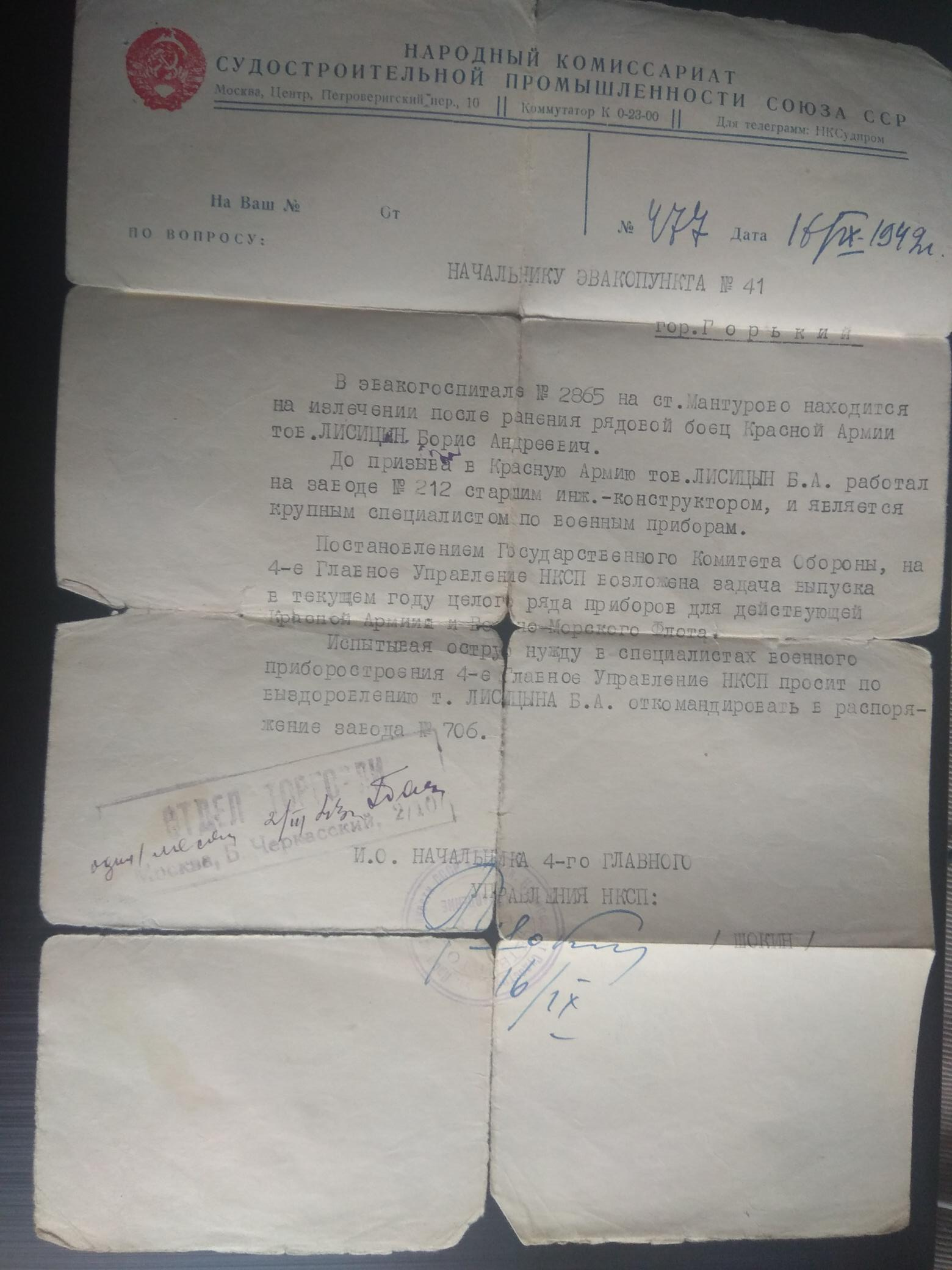
Лисицын Борис Андреевич

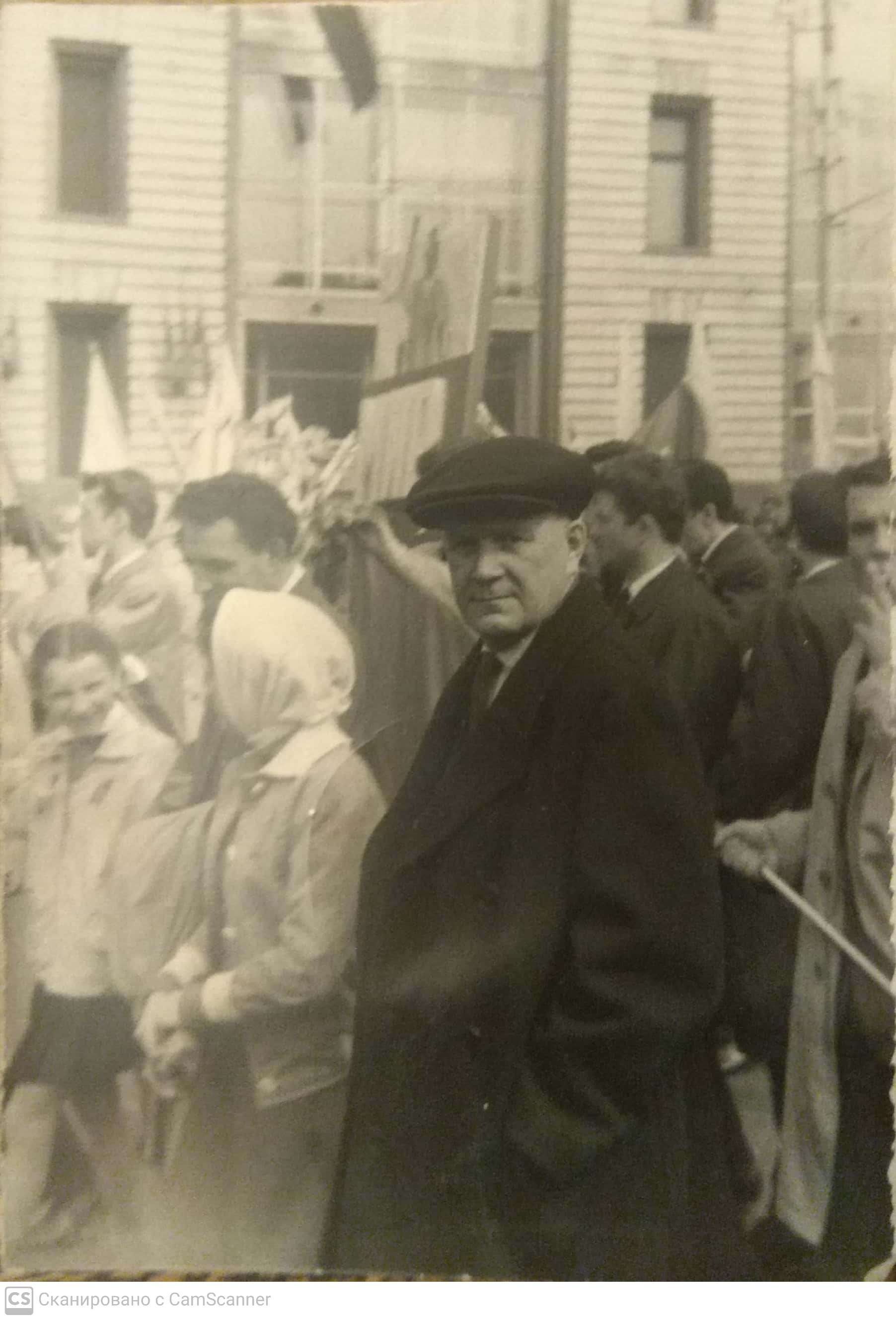
Лисицын Борис Андреевич

Родился в Санкт-Петербурге 20 мая 1907 года. Окончил Ленинградский институт точной механики и оптики (1932), инженерный факультет, счетно-измерительное отделение.
В 1932—1941 гг. в конструкторском бюро завода 212 (Ленинград). С октября 1933 по июнь 1934 года служил в Красной Армии. В 1941 г. — начальник проектно-конструкторского отдела КБ завода 209 (Ленинград). С 1942 г. и до последних дней — ведущий конструктор, заместитель главного конструктора МНИИ-1 МСП (Москва). Специалист в области конструирования систем приборов управления артиллерийской и торпедной стрельбой.
15 мая 1942 года Петроградским РВК Ленинграда был призван в РККА и направлен в 389-й запасной стрелковый полк. Участвовал в обороне Ленинграда. Получил сквозное пулевое ранение левого предплечья 24 июля 1942 г. Находился на лечении в эвакогоспитале 2865 на станции Мантурово с 10 августа по 26 сентября 1942 г..
Во время нахождения в госпитале получил приказ из 4-го Главного Управления НКСП о переводе в Москву в связи с нехваткой специалистов военного приборостроения.
Награждён медалью за оборону Ленинграда от 22 декабря 1942 г.
Умер в 1973 году, похоронен на Ваганьковском кладбище (40-й участок).

## Награды
- Сталинская премия (1950) — за выдающиеся изобретения и коренные усовершенствования методов производственной работы (за работу в области военной техники).

## Адреса
Ленинград, Садовая ул., 40, кв. 33.